# 布拉德·比耶爾
布拉德·比耶爾（Brad Beyer，1973年9月20日—）是美國的一位演員。他最著名的作品是在CBS電視劇核爆危機中飾演Stanley Richmond角色。比耶爾出生在沃科夏，畢業於明尼蘇達大學。 